# レベッカ・セント・ジェームス

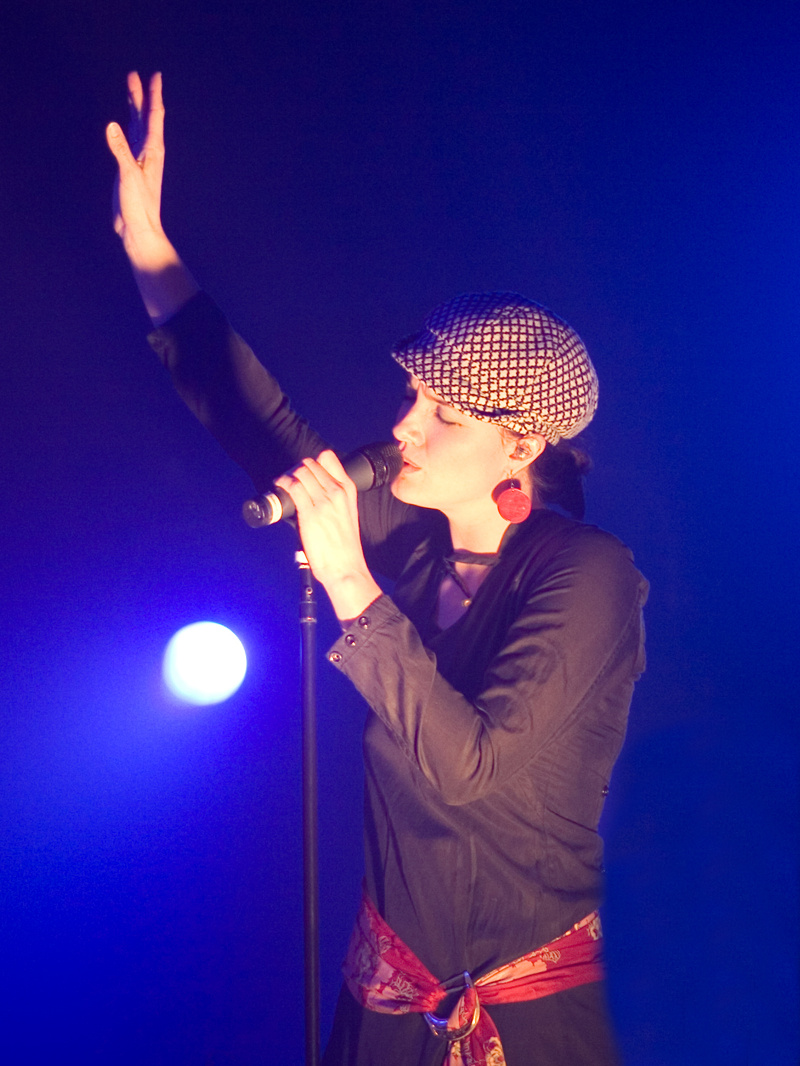
レベッカ・セント・ジェームス

レベッカ・セント・ジェームス（Rebecca St. James, 1977年7月26日 - ）は、オーストラリア・シドニー出身の歌手。
2000年のグラミー賞にてベスト・ロック・ゴスペル・アルバム賞を受賞した。
16歳で純潔運動団体トゥルー・ラブ・ウェイツの公式キャンペーンガールに選ばれ、29歳になった現在も精力的に活動を続けている。
現在はアメリカのテネシー州で両親と6人の兄弟と暮らしている。